# 19大道／駝峰道站
19大道/駝峰道站（英語：19th Avenue/Camelback station），是一個位於美國亞利桑那州鳳凰城鳳凰城輕鐵的車站。

## 車站設計
19大道/駝峰道站的兩個月台設於路中心，以島式月台設計興建。為方便須要駕車到車站的乘客，公共交通局在車站附近設立免費停車場。停車場內有411個車位。

## 鄰近地標
- 駝峰道一號 (One Camelback): 寫字樓
- 中央置地 (Landmark on Central): 寫字樓

## 站內藝術
鳳凰城輕鐵的每一個車站內都會加入一些藝術元素。此站的站內藝術是由藝術家Josh Garber設計的。他的傑作是一條高30英尺（9.1）的柱。柱以鋁皮製做，柱藏有多條光纖，在夜間時候透光。

## 接駁交通

### 普通巴士
- 15
- 50

## 外部連結
- 輕鐵／鳳凰城市路線圖 （英文）